# Хадай (Ольхонский район)
Хада́й — деревня в Ольхонском районе Иркутской области. Входит в Хужирское муниципальное образование.

## География
Находится в 23 км к юго-западу от центра сельского поселения, посёлка Хужир, в 1 км южнее автодороги 25К-003 Баяндай — Хужир (15 км от паромной переправы Ольхон — МРС).

## Население
| 2002 | 2010 | 2011 | 2012 |
| ---- | ---- | ---- | ---- |
| 1    | ↗3   | →3   | ↘0   |

По данным Всероссийской переписи, в 2010 году в деревне проживали 3 человека (2 мужчины и 1 женщина).